# OKATO
Az OKATO (ОКАТО, Общероссийский классификатор объектов административно-территориального деления, magyarul A közigazgatási területi egységek összoroszországi osztályozási rendszere) az Oroszországi Föderáció Állami Statisztikai Bizottsága által a területi statisztikai adatok nyilvántartásának és feldolgozásának megbízható automatizálásához kidolgozott és karbantartott osztályozási és kódolási rendszer, az Oroszországi Föderáció műszaki, gazdasági és társadalmi adatainak egységes osztályozási és kódolási rendszere egyik alkotóelemét képezi.
Az OKATO a közigazgatási területi egységeket három hierarchikus szintbe sorolva azonosítja. A kód felépítése ennek megfelelően a következő: NN NNN NNN N, kizárólag számjegyekből áll, a rendszer első szintjéhez két számjegy, második és harmadik szinthez három-három számjegy tartozik, az utolsó számjegy pedig technikai szerepű ellenőrzőkód.
A kódrendszer első szintjén az Oroszországi Föderáció alanyai szerepelnek a valamely határterülethez vagy területhez tartozó autonóm körzetek kivételével. A második szinthez az autonóm körzetek, a járások és a járásokhoz nem tartozó városok és települések, továbbá Moszkva és Szentpétervár kerületei tartoznak. A harmadik szinthez tartoznak a járásokhoz tartozó (települési szintű) közigazgatási egységek és a városi kerületek Moszkván és Szentpéterváron kívül. A második és a harmadik szint háromjegyű kódjának első számjegye jelöli, hogy az adott szinten milyen típusú közigazgatási egységről van szó.
Hasonló kódrendszer az OKTMO (Общероссийский классификатор территорий муниципальных образований, ОКТМО, magyarul az önkormányzatok területének összoroszországi osztályozási rendszere), amelyet 2005-ben vezettek be a 2004. évi önkormányzati törvény alapján létrejött helyi önkormányzatok kódolására.